# 버나드 롤링스
제독 헨리 버나드 휴 롤링스 Lua 오류: expandTemplate: template "post-nominals/GBR" does not exist. (1889년 5월 21일 – 1962년 9월 30일)는 제2차 세계 대전 당시 지중해 함대를 이끈 영국 장군이다.

## 해군 경력
롤링스는 잉글랜드 콘월 주 세인트어스에서 1889년 9월 30일에 태어났다. 스터빙튼 학교를 다닌 후 그는 1904년 영국 해군에 입대해 제1차 세계 대전 때 복무했다. 전쟁이 끝난 후 그는 영국 연방 외교부에서 일했고 폴란드에서 군 임무를 맡았다. 이후 그는 구축함 HMS 액티브, HMS 큐라코라, HMS 델리의 함장이 되었고, 1936년 도쿄에서 주재관이 되었다.
그는 HMS 베리언트를 지휘하며 제2차 세계 대전 때 복무했고, 제1전투분대를 1940년부터 지휘했다. 그는 이후 1941년 제7순양함분대를 지휘했고, 1942년에는 차장이 되었다. 그는 1943년 서아프리카의 기장이 되었고 지중해 함대의 함장이 되었다. 이후 그는 HMS 조지 5세를 그의 기함으로 이끌고 영국 태평양 함대의 부사령관이 되었다. 그는 제57기동대를 1944년부터 지휘했고 오키나와 전투에서도 활약했다. 그는 1946년 해군에서 은퇴했다.